# Towers Bologna
I Towers Bologna sono stati una squadra di football americano di Bologna. Hanno aperto nel 1984 e chiuso nel 1992, partecipando al massimo campionato a partire dal 1985. Nel 1984 sono stati co-campioni di serie B ed il 16 dicembre 1990 hanno vinto il campionato Under-21.

## Dettaglio Stagioni

### Tornei nazionali

#### Campionato

##### Serie A/A1
| Stagione | regular season | regular season | regular season | regular season | regular season | regular season | playoff | playoff | playoff | playoff | playoff | playoff          | playoff          |
|          | Vin            | Par            | Per            | Tot            | PF             | PS             | Vin     | Per     | Tot     | PF      | PS      | risultato        | avversaria       |
| -------- | -------------- | -------------- | -------------- | -------------- | -------------- | -------------- | ------- | ------- | ------- | ------- | ------- | ---------------- | ---------------- |
| 1985     | 2              | 1              | 9              | 12             | 42             | 273            | -       | -       | -       | -       | -       | -                | -                |
| 1986     | 2              | 0              | 8              | 10             | 74             | 253            | -       | -       | -       | -       | -       | -                | -                |
| 1987     | 8              | 0              | 4              | 12             | 215            | 146            | 0       | 1       | 1       | 17      | 21      | Ottavi di finale | Redskins Verona  |
| 1988     | 5              | 1              | 6              | 12             | 184            | 188            | 1       | 1       | 2       | 14      | 40      | Ottavi di finale | Skorpions Varese |
| 1989     | 1              | 0              | 11             | 12             | 91             | 291            | -       | -       | -       | -       | -       | -                | -                |
| 1990     | 8              | 0              | 4              | 12             | 344            | 286            | 0       | 1       | 1       | 43      | 61      | Quarti di finale | Jets Bolzano     |
| 1991     | 1              | 1              | 7              | 9              | 208            | 303            | -       | -       | -       | -       | -       | -                | -                |
| 1992     | 3              | 0              | 9              | 12             | 191            | 311            | -       | -       | -       | -       | -       | -                | -                |
| Totale   | 30             | 3              | 58             | 91             | 1349           | 2051           | 1       | 3       | 4       | 74      | 122     |                  |                  |

Fonte: Enciclopedia del Football - A cura di Roberto Mezzetti

##### Serie B (secondo livello)
| Stagione | regular season | regular season | regular season | regular season | regular season | regular season | playoff | playoff | playoff | playoff | playoff | playoff     | playoff    |
|          | Vin            | Par            | Per            | Tot            | PF             | PS             | Vin     | Per     | Tot     | PF      | PS      | risultato   | avversaria |
| -------- | -------------- | -------------- | -------------- | -------------- | -------------- | -------------- | ------- | ------- | ------- | ------- | ------- | ----------- | ---------- |
| 1984     | 8              | 1              | 1              | 12             | 301            | 113            | -       | -       | -       | -       | -       | Co-campioni | -          |
| Totale   | 8              | 1              | 1              | 12             | 113            | -              | -       | -       | -       | -       | -       |             |            |

Fonte: Enciclopedia del Football - A cura di Roberto Mezzetti

#### Campionati giovanili

##### Under 21
| Stagione | regular season | regular season | regular season | regular season | regular season | regular season | playoff | playoff | playoff | playoff | playoff | playoff   | playoff       |
|          | Vin            | Par            | Per            | Tot            | PF             | PS             | Vin     | Per     | Tot     | PF      | PS      | risultato | avversaria    |
| -------- | -------------- | -------------- | -------------- | -------------- | -------------- | -------------- | ------- | ------- | ------- | ------- | ------- | --------- | ------------- |
| 1990     | ?              | ?              | ?              | ?              | ?              | ?              | 2+?     | 0+?     | 2+?     | 9+?     | 7+?     | Campioni  | Rhinos Milano |
| 1991     | ?              | ?              | ?              | ?              | ?              | ?              | -       | -       | -       | -       | -       | -         | -             |
| 1992     | ?              | ?              | ?              | ?              | ?              | ?              | -       | -       | -       | -       | -       | -         | -             |
| Totale   | ?              | ?              | ?              | ?              | ?              | ?              | 2+?     | 0+?     | 2+?     | 9+?     | 7+?     |           |               |

Fonte: Enciclopedia del Football - A cura di Roberto Mezzetti

##### Under 20
| Stagione | regular season | regular season | regular season | regular season | regular season | regular season | playoff | playoff | playoff | playoff | playoff | playoff   | playoff       |
|          | Vin            | Par            | Per            | Tot            | PF             | PS             | Vin     | Per     | Tot     | PF      | PS      | risultato | avversaria    |
| -------- | -------------- | -------------- | -------------- | -------------- | -------------- | -------------- | ------- | ------- | ------- | ------- | ------- | --------- | ------------- |
| 1986     | 0              | 0              | 4              | 4              | 52             | 154            | -       | -       | -       | -       | -       | -         | -             |
| 1987     | 2              | 0              | 3              | 5              | 78             | 85             | -       | -       | -       | -       | -       | -         | -             |
| 1988     | 2              | 0              | 1              | 3              | 44             | 33             | -       | -       | -       | -       | -       | -         | -             |
| 1989     | 6              | 0              | 0              | 6              | 148            | 20             | 2       | 1       | 3       | 33      | 26      | Youngbowl | Seamen Milano |
| Totale   | 10             | 0              | 8              | 18             | 322            | 292            | 2       | 1       | 3       | 33      | 26      |           |               |

Fonte: Enciclopedia del Football - A cura di Roberto Mezzetti

### Altri tornei
| Stagione  | regular season | regular season | regular season | regular season | regular season | regular season | playoff | playoff | playoff | playoff | playoff | playoff    | playoff        |
|           | Vin            | Par            | Per            | Tot            | PF             | PS             | Vin     | Per     | Tot     | PF      | PS      | risultato  | avversaria     |
| --------- | -------------- | -------------- | -------------- | -------------- | -------------- | -------------- | ------- | ------- | ------- | ------- | ------- | ---------- | -------------- |
| MARS 1986 | -              | -              | -              | -              | -              | -              | 0       | 1       | 1       | 16      | 28      | Semifinale | Panthers Parma |
| Totale    | -              | -              | -              | -              | -              | -              | 0       | 1       | 1       | 16      | 28      |            |                |

Fonte: Enciclopedia del Football - A cura di Roberto Mezzetti

### Riepilogo fasi finali disputate
| Anno | Luogo   | Evento                          | Fase del torneo  | Incontro                          | Risultato |
| 1986 | Bologna | Memorial Angelo Rodolfo Stiassi | Semifinale       | Towers Bologna - Panthers Parma   | 16 - 28   |
| 1987 | Bologna | Superbowl                       | Ottavi di finale | Towers Bologna - Redskins Verona  | 17 - 21   |
| 1988 | Varese  | Superbowl                       | Ottavi di finale | Skorpions Varese - Towers Bologna | 40 - 0    |
| 1989 | Padova  | Youngbowl                       | Finale           | Seamen Milano - Towers Bologna    | 17 - 16   |
| 1990 | Bolzano | Superbowl                       | Quarti di finale | Jets Bolzano - Towers Bologna     | 61 - 43   |
| 1990 | Imola   | Youngbowl                       | Finale           | Towers Bologna - Rhinos Milano    | 9 - 7     |